# Юдашкин, Валентин Абрамович
Валенти́н Абра́мович Юда́шкин (14 октября 1963, Баковка, Кунцевский район, РСФСР, Московская область, СССР — 2 мая 2023, Москва, Россия) — советский и российский художник-модельер, дизайнер, кутюрье, телеведущий и главный редактор. Народный художник России (2005), заслуженный деятель искусств России (1999), академик Российской академии художеств (2012).

## Биография
Родился 14 октября 1963 года в посёлке Баковка (Московская область) в еврейской семье. Учился в средней школе № 8.

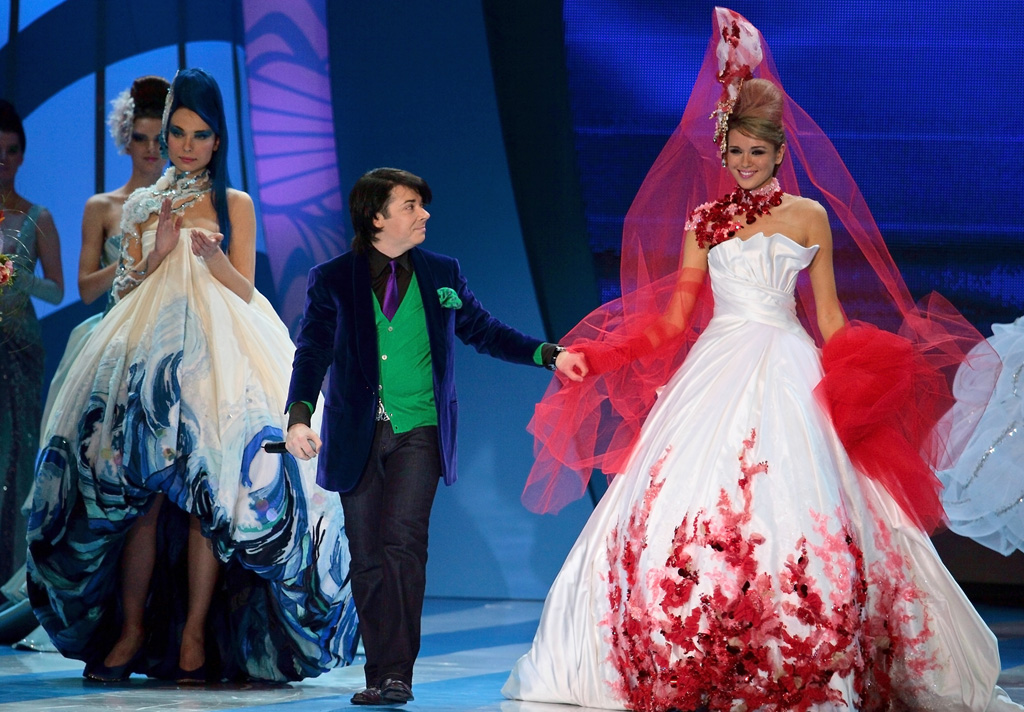
На представлении новой коллекции 8 марта 2009 года

Окончил с отличием Московский индустриальный техникум в 1986 году (два диплома: «История костюма» и «Макияж и декоративная косметика»). Преддипломную практику проходил в Московском доме моды у модельера Вячеслава Зайцева.
После окончания техникума был принят в Центральное проектно-конструкторское бюро при Министерстве бытового обслуживания РСФСР на должность старшего художника.
Срочную службу в Советской армии проходил в 1982—1984 годах в в/ч 7355 (с собственных слов, в топографической службе).
В 1987 году создал свою первую коллекцию «Русь изначальная», открыл фирму Vali-Moda в 1989 году. В этот же период как стилист начал работать с артистами советской эстрады: Людмилой Гурченко, Лаймой Вайкуле и Аллой Пугачёвой.
В 1991 году в Париже была представлена первая коллекция Юдашкина, состоявшая из 150 моделей (создана ранее, в 1987 году).
В 1994 и 1996 годах Юдашкин создавал костюмы для олимпийской сборной России перед Олимпийскими играми в Лиллехаммере и Атланте; он же одевал в 1999 году мужскую и женскую футбольные сборные России (последняя дебютировала на женском чемпионате мира в США).
В 2002 году окончил продюсерский факультет ГИТИС.
В 2008 году участвовал в разработке образцов формы для военнослужащих ВС РФ. В прессе зачастую ошибочно упоминают новую форму как «юдашкинскую», хотя он вместе с модельером Игорем Чапуриным проектировал только парадную униформу, а повседневной, полевой и специальной занимались ЦНИИ текстильной промышленности, ЦНИИ кожи и обуви, а также геральдический отдел Минобороны, Тыла Вооружённых сил РФ.
30 июля 2010 года на один день Юдашкин стал ведущим шоу «Модный приговор» на «Первом канале» в честь годовщины программы. Также заменял Александра Васильева в выпусках 6 августа; 1, 5, 7, 11 октября того же года.
На президентских выборах 2012 и 2018 годов являлся доверенным лицом Владимира Путина.
В феврале 2012 года Юдашкин был избран президентом Союза танцевального спорта России.
С апреля 2012 года был главным редактором круглосуточного телеканала «Стиль и мода».
В марте 2022 года в Париже проходила Неделя высокой моды. 8 марта должен был состояться показ изделий Юдашкина, но 6 марта ему запретили участвовать, поскольку не услышали от него осуждения вторжения России на Украину.

## Бренды
Торговая марка Yudashkin Jeans (Юдашкин Джинс) — линия одежды в стиле casual, выпускаемая российским Домом моды Валентина Юдашкина.
- 1987 год — дизайнер создал свою первую коллекцию.
- 1991 год — настоящий успех к Юдашкину пришёл с коллекцией «Фаберже»[18], которая была продемонстрирована в Париже в рамках Недели высокой моды. После показа этой коллекции дизайнер получил широкую известность не только в России, но и в мире. С воодушевлением публика восприняла платья а’ля яйца Фаберже. Одно из этих платьев позже было передано в Лувр.
- В 1994 году бренд запустил первую коллекцию pret-a-porter[19].
- В 1995 году состоялась презентация первых духов бренда[19].
- В 1996 году модный Дом Valentin Yudashkin получил статус члена-корреспондента Парижского синдиката высокой моды[19].
- В 1997 году в Москве открылся первый бутик Valentin Yudashkin[19].

Дом моды Валентина Юдашкина является одним из ведущих в России. Компания владеет сетью фирменных бутиков, показы дизайнера проходят в Париже, Милане, Нью-Йорке и Москве. Работы Юдашкина являются экспонатами Музея костюма в Лувре, Государственного исторического музея в Москве, Калифорнийского музея моды.
В 2016 году модный дом Valentin Yudashkin стал полноправным членом Французской федерации высокой моды, прет-а-порте и модельеров. Этот бренд российской индустрии моды стал первым, удостоившимся данного членства.
В 2017 году — автор весенней коллекции Faberlic 2017. Коллекция Faberlic by Valentin Yudashkin.

## Болезнь и смерть
В 2016 году у Валентина Юдашкина было обнаружено онкологическое заболевание — рак почки. Оно стало причиной образования метастазов по всему телу, в том числе в голове, причём они распространились очень быстро, в течение года.
Скончался 2 мая 2023 года в онкоцентре имени Блохина в Москве на 60-м году жизни.
Церемония прощания с Юдашкиным прошла 6 мая 2023 года на Троекуровском кладбище. На церемонии прощания с модельером присутствовал пресс-секретарь президента РФ Дмитрий Песков. Похоронен Валентин Абрамович на аллее деятелей искусств Троекуровского кладбища (уч. 21).
15 июня 2024 года на его могиле был установлен памятник.

## Работа в кино
Единственная роль в кино — в качестве камео — судьи конкурса красоты в фильме «Московские красавицы».

## Критика
В 2008 году разработал новую военную форму для Министерства обороны России. В декабре 2010 года в результате переохлаждения от 160 до 250 солдат срочной службы в Кемеровской области были госпитализированы, в чём, по некоторым источникам, была виновата новая форма. Однако Генштаб ВС РФ в лице генерала армии Николая Макарова опроверг эту информацию, тем не менее была обнаружена замена качественного утеплителя «холлофайбер» на дешёвые аналоги синтепона. При этом модельер к производству самой формы отношения не имеет.
В 2011 году Министерство обороны забраковало форму, разработанную Юдашкиным, из-за низкого качества материалов и плохой функциональности. Проводилась проверка Главной военной прокуратурой РФ. Сам Юдашкин утверждал, что форма была изменена без его ведома, и итоговый вариант не имеет к нему отношения.

## Семья
- Отец — Абрам Иосифович Юдашкин (1937—1995)[40], был полировщиком в издательстве «Правда»[3].
- Мать — Раиса Петровна Юдашкина (род. 1945), заведующая отделом готового платья в Доме Юдашкина[3].
- Брат — Евгений Абрамович Юдашкин[3].
- Супруга — Марина Владимировна Юдашкина (урожд. Паталова) (род. 1958), топ-менеджер Дома Юдашкина.
  - Дочь — Галина Валентиновна Юдашкина (род. 22 декабря 1990), фотограф[41], креативный директор Дома Юдашкина. Замужем за Петром Максаковым.
    - Внук — Анатолий-Авраам Петрович Максаков (род. 2016)[42].
    - Внук — Аркадий-Аарон Петрович Максаков (род. 2018)[43].
    - Внучка — Агата Ариелла Петровна Максакова (род. 2022)[44].

## Награды
Почётные звания:

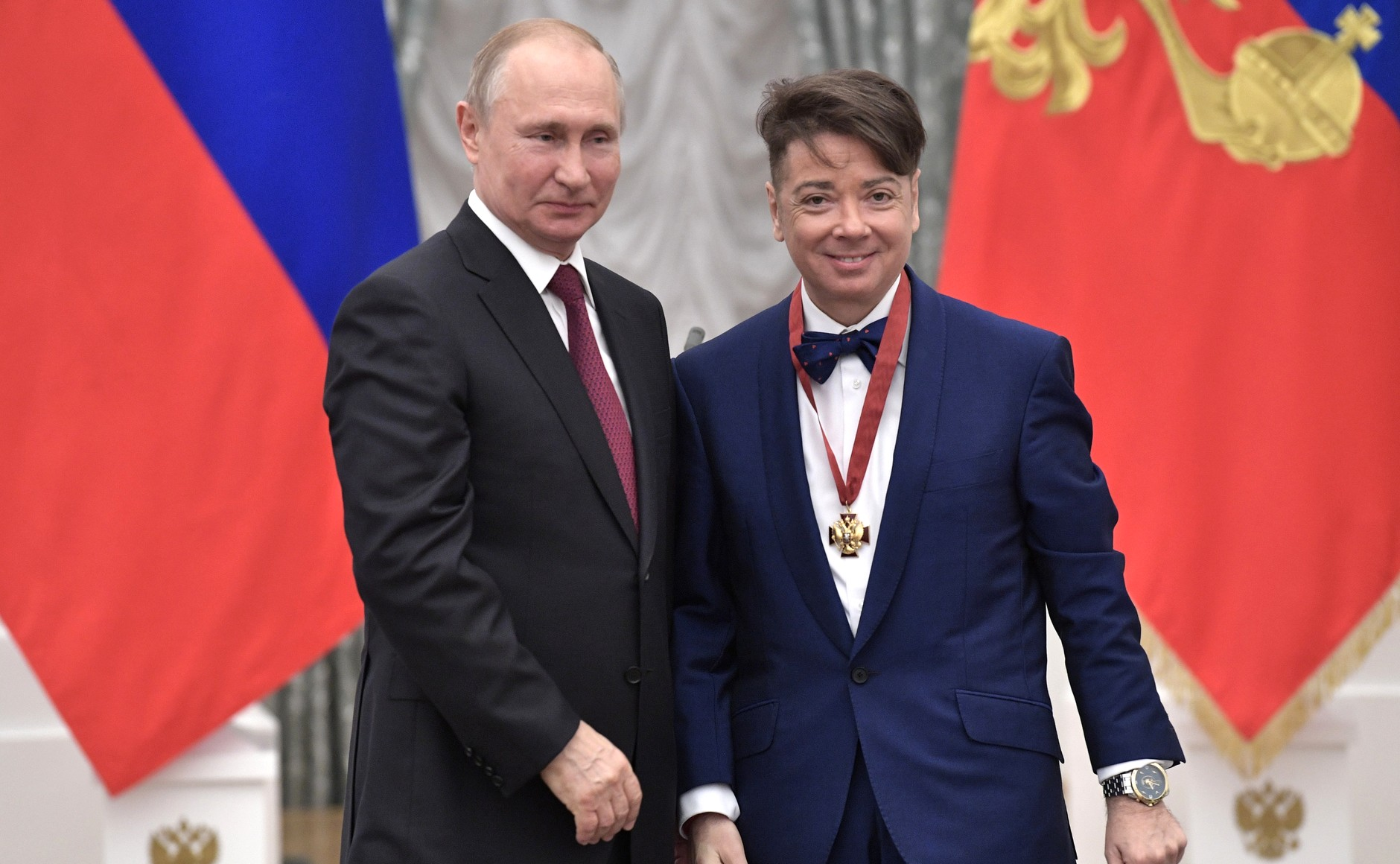
Церемония награждения орденом «За заслуги перед Отечеством» III степени, 23 мая 2019 года

- Заслуженный деятель искусств Российской Федерации (27 сентября 1999) — за заслуги в развитии отечественной моды[45].
- Народный художник Российской Федерации (6 июня 2005) — за большие заслуги в области изобразительного искусства и развитии российской моды[46].

Премии:
- Премия Правительства Российской Федерации 2002 года в области науки и техники (18 февраля 2003) — за создание и внедрение компьютерных технологий проектирования и изготовления одежды на базе автоматизированных систем и раскройного оборудования, выпускаемых на конверсионных предприятиях России[47].

Ордена:
- Орден Почёта (28 октября 2008) — за большой вклад в отечественную культуру и развитие российской моды[48].
- Орден «За заслуги перед Отечеством» IV степени (19 октября 2013) — за большой вклад в развитие отечественной культуры и искусства, телерадиовещания и многолетнюю плодотворную деятельность[49].
- Орден «За заслуги перед Отечеством» III степени (28 ноября 2018) — за достигнутые трудовые успехи, активную общественную деятельность и многолетнюю добросовестную работу[50].

Другие награды:
- Лауреат национальной премии бизнес-репутации «Дарин» Российской Академии бизнеса и предпринимательства в 2001 году[51].
- Кавалер Ордена искусств и литературы (Франция, 2007)[52].
- Кавалер ордена Почётного легиона (2013) — за усилия по укреплению российско-французских отношений, личный вклад в развитие культуры моды[53].